# Mladen Stanko Karaman
Pour les articles homonymes, voir Karaman (homonymie).
Mladen Stanko Karaman (Младен Караман en serbe), né le 15 janvier 1937 à Split et mort le 18 septembre 1991, est un zoologiste et ichtyologue serbe, spécialiste des isopodes. C'est le fils de Stanko Luka Karaman (1889-1959) également biologiste et zoologiste.